# Museumsdorf Bayerischer Wald
Das Museumsdorf Bayerischer Wald ist ein Freilichtmuseum bei Tittling und Thurmansbang am Südwestufer des Dreiburgensees im Bayerischen Wald.
Es umfasst auf 25 ha über 150 Gebäude aus der Zeit von 1580 bis 1850 und eine volkskundliche Sammlung mit 60.000 Objekten. Es zählt somit zu den größten Freilichtmuseen in Europa.
Das Museum wurde 1974 von Georg Höltl mit der Restaurierung der 500 Jahre alten Rothaumühle gegründet. Dieses Gebäude, das nach dem Einsturz des Dachstuhls 1972 von den Eheleuten Georg und Centa Höltl gekauft worden war, steht noch an seinem ursprünglichen Standort unterhalb des Dreiburgensees. Seither wurden zahlreiche Gebäude aus dem gesamten Bayerischen Wald in das Museum transferiert. Zu sehen sind Bauernhäuser, Tagelöhnerhäuser, Kapellen, die älteste Dorfschule Deutschlands, Werkstätten und Mühlen. Die umfassende volkskundliche Sammlung umfasst Sakralgegenstände, Bauernmöbel und Hausrat, Kleidung, landwirtschaftliche Geräte, Schmuck, Glasarbeiten und Fuhrwerke. Im Museumsdorf findet mehrmals jährlich ein großer Bauernmarkt statt, wo zahlreiche Verkaufsstände aufgebaut und Vorführungen alter Bräuche und Handarbeiten gezeigt werden.

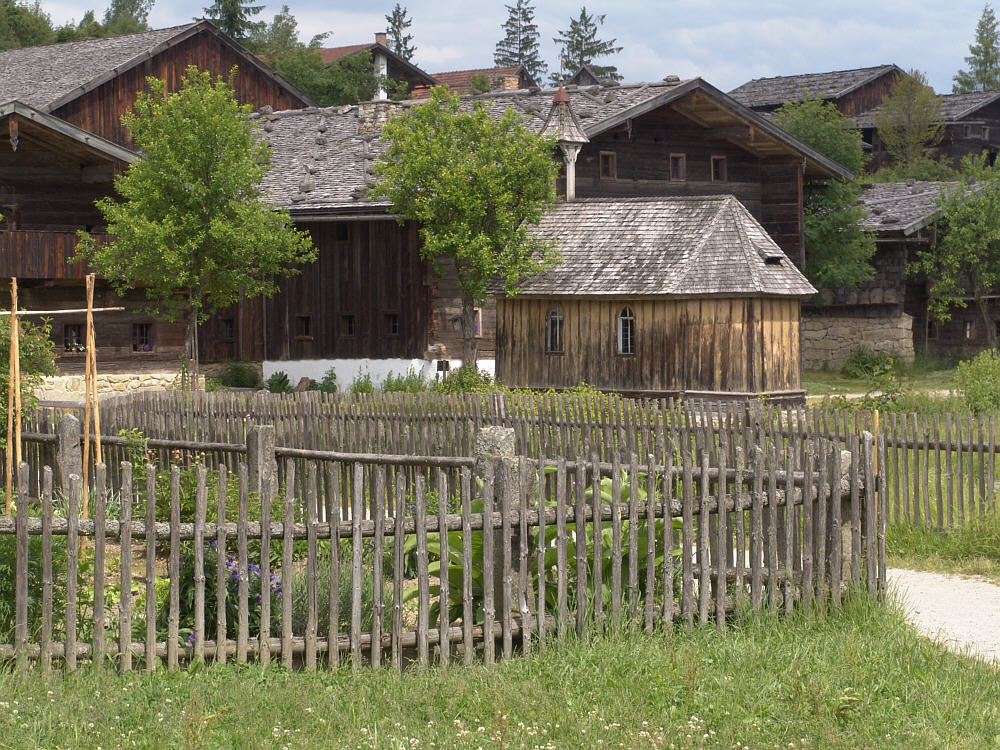
Museumsdorf Bayerischer Wald bei Tittling
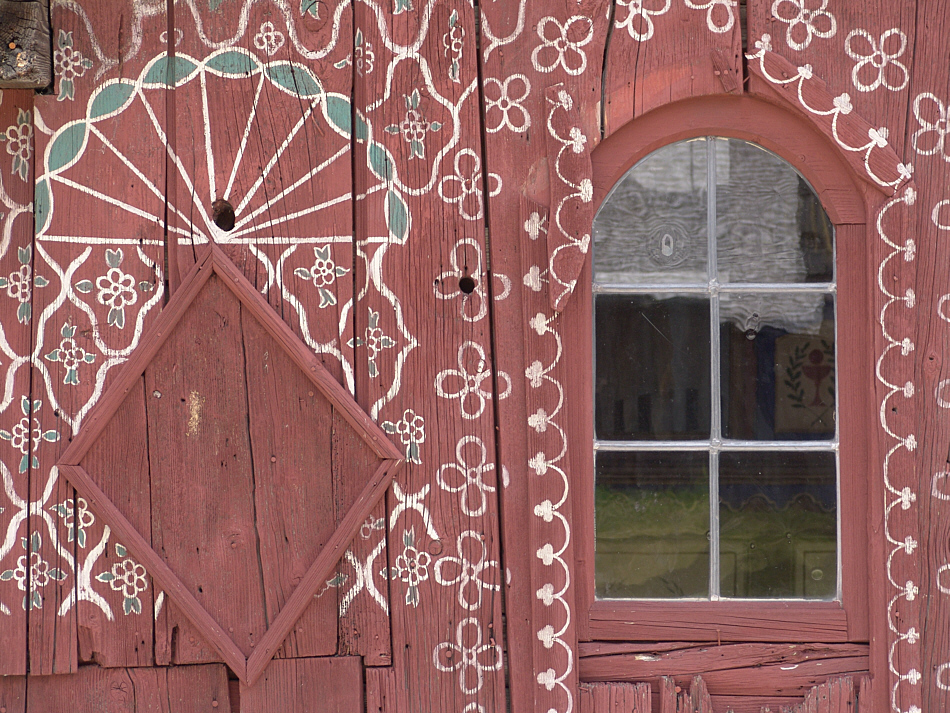
Wallfahrtskapelle Maria vom Guten Rat aus Thierham
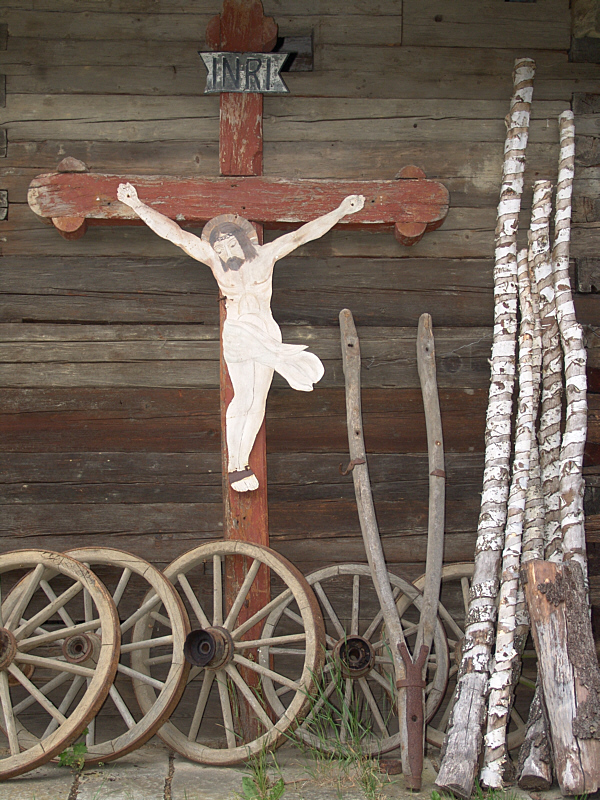
Blechschnittkreuz
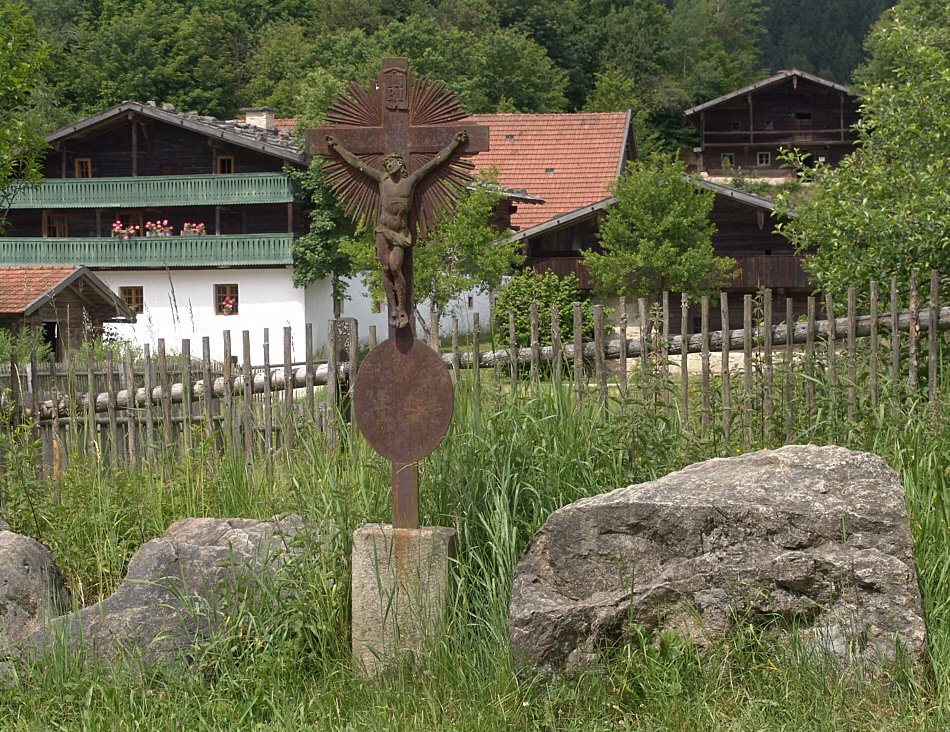
Blick ins Museumsdorf